# حارة المديرة (صنعاء)

تعديل مصدري - تعديل

حارة المديرة هي إحدى حارات حي كلية الشرطة بمديرية الوحدة إحد مديريات العاصمة اليمنية صنعاء، بلغ تعداد سكانها 8776 نسمة حسب تعداد اليمن لعام 2004.